# Hans Heinrich Driftmann

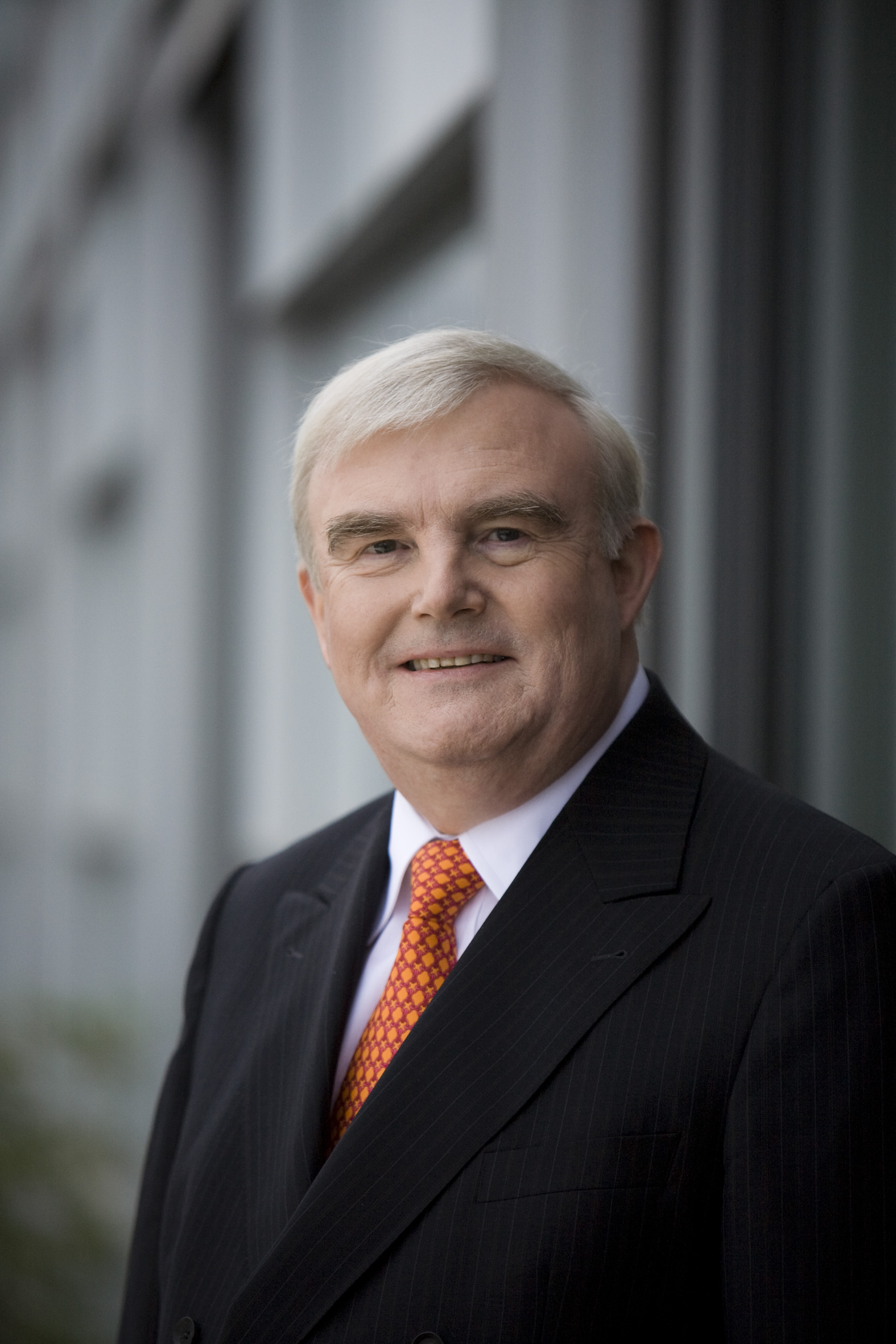
Hans Heinrich Driftmann (2008)

Hans Heinrich Driftmann (* 3. Januar 1948 in Bückeburg; † 26. April 2016 in Elmshorn) war ein deutscher Offizier und Unternehmer. Als persönlich haftender und geschäftsführender Gesellschafter führte er zwischen 1988 und 2015 das Familienunternehmen Peter Kölln KGaA in 6. Generation. Sitz des Unternehmens ist Elmshorn. Er war von 2009 bis 2013 Präsident des Deutschen Industrie- und Handelskammertages (DIHK).

## Leben
Driftmanns Eltern sind der Postbeamte Dipl.-Ing. Friedrich Driftmann und seine Frau Helen geb. Göhmann. Driftmann legte im Jahr 1966 sein Abitur in Lüchow (Wendland) ab. Verheiratet war er seit 1970 mit Gesche Driftmann geb. Kölln; gemeinsam bekamen sie vier Töchter. Mit 68 Jahren erlag er einem Glioblastom. Seine Frau starb im August 2018 im Alter von 67 Jahren an einem Non-Hodgkin-Lymphom.

### Offizier
Nach eigenen Angaben wollte Driftmann ursprünglich Pastor werden. Am 1. Oktober 1966 trat er als Offizieranwärter in die Bundeswehr ein, bei der er bis 1987 diente. Als Berufssoldat der Luftwaffe studierte er, vom militärischen Dienst freigestellt, von 1974 bis 1979 Wirtschafts- und Sozialwissenschaft an der Ludwig-Maximilians-Universität München. Mit einer Doktorarbeit in Pädagogischer Psychologie wurde er 1979 dort zum Dr. phil. promoviert. Mit Dieter Portner war er Herausgeber der Reihe Wehrpädagogik im Walhalla-und-Praetoria-Verlag. Von 1981 bis 1983 war er Referent für Bildung und Wissenschaft im Bundesministerium der Verteidigung. 1982/83 nahm er über vier Semester einen Lehrauftrag für Internationale Politik an der Rheinischen Friedrich-Wilhelms-Universität Bonn wahr. In den Jahren 1983 bis 1987 war er Dozent für Betriebs- und Organisationswissenschaft an der Führungsakademie der Bundeswehr. Gleichzeitig nahm er von 1983 bis 1988 am Postgraduiertenprogramm Internationale Politik und Sicherheitspolitik des Aspen-Instituts teil. Im August 2010 äußerte er sich als Präsident des Deutschen Industrie- und Handelskammertags in einem Focus-Interview positiv zu Auslandseinsätzen der deutschen Marine zur Sicherung der Seewege gegen Piraterie. Als Oberst d. R. war er zuletzt als „gespiegelter“ Chef des Stabes des WBK I (Küste) mob-beordert. 2010 war er stellvertretender Vorsitzender der Bundeswehr-Strukturkommission. 2012 wurde er zum Aufsichtsratsvorsitzenden der Gesellschaft für Entwicklung, Beschaffung und Betrieb gewählt.

### Unternehmer
Im Jahr 1987 trat Driftmann in die Geschäftsleitung der Köllnflockenwerke ein, um 1988 als Nachfolger seines Schwiegervaters Ernsthermann Kölln die Geschäftsführung des Unternehmens zu übernehmen. Er gründete die Vereinigung der Unternehmensverbände in Hamburg und Schleswig-Holstein (UV Nord). Als ihr Präsident (bis 2009) plädierte er für den Zusammenschluss der Länder Schleswig-Holstein und Hamburg zu einem sogenannten Nordstaat. Er war Präsidiumsmitglied der Bundesvereinigung der Deutschen Arbeitgeberverbände. Seit 1993 Vizepräsident, wurde er 2004 zum Präsidenten der Industrie- und Handelskammer zu Kiel gewählt. Als Gründungspräsident führte er die IHK Schleswig-Holstein von 2006 bis zum 30. Juni 2007. Sie ist eine Kooperation der IHKn Flensburg, Kiel und Lübeck. Seit 2005 Vizepräsident, wurde er am 26. März 2009 zum Präsidenten des Deutschen Industrie- und Handelskammertages gewählt. 2010 bezeichnete er als Vize-Vorsitzender der Expertenkommission zur Reform der Bundeswehr die Bundeswehr als „Sanierungsfall“. Seine Amtszeit beim DIHK endete am 20. März 2013. Mit Blick auf die Berufschancen von Jugendlichen forderte er, die Bildung nicht allein der Politik zu überlassen. Driftmann war Mitglied der CDU Schleswig-Holstein. Mitte Oktober 2015 gab Driftmann seine Geschäftsführerposition bei Kölln an Christian von Boetticher ab und übernahm stattdessen von seinem Schwiegervater Ernsthermann Kölln den Vorsitz im Aufsichtsrat des Unternehmens.

### Universitätskarriere
Seit 1988 war er Lehrbeauftragter für Wirtschaftspsychologie an der Pädagogischen Hochschule Kiel. Bei ihrer Verlegung nach Flensburg wechselte er zur Wirtschafts- und Sozialwissenschaftlichen Fakultät der Christian-Albrechts-Universität Kiel. Im Institut für Betriebswirtschaftslehre war er seither Honorarprofessor. Am 3. September 2012 wurde ein Hörsaal der früheren Pädagogischen Hochschule nach ihm benannt. Bei der Einweihung zugegen waren Gerhard Fouquet, Angelika Volquartz, Norbert Gansel und Peter Harry Carstensen. Anfang Mai 2014 wurde er zum Vorsitzenden des Hochschulrates der CAU gewählt. Den Posten im Kuratorium gab er deshalb auf.

## Ehrenämter

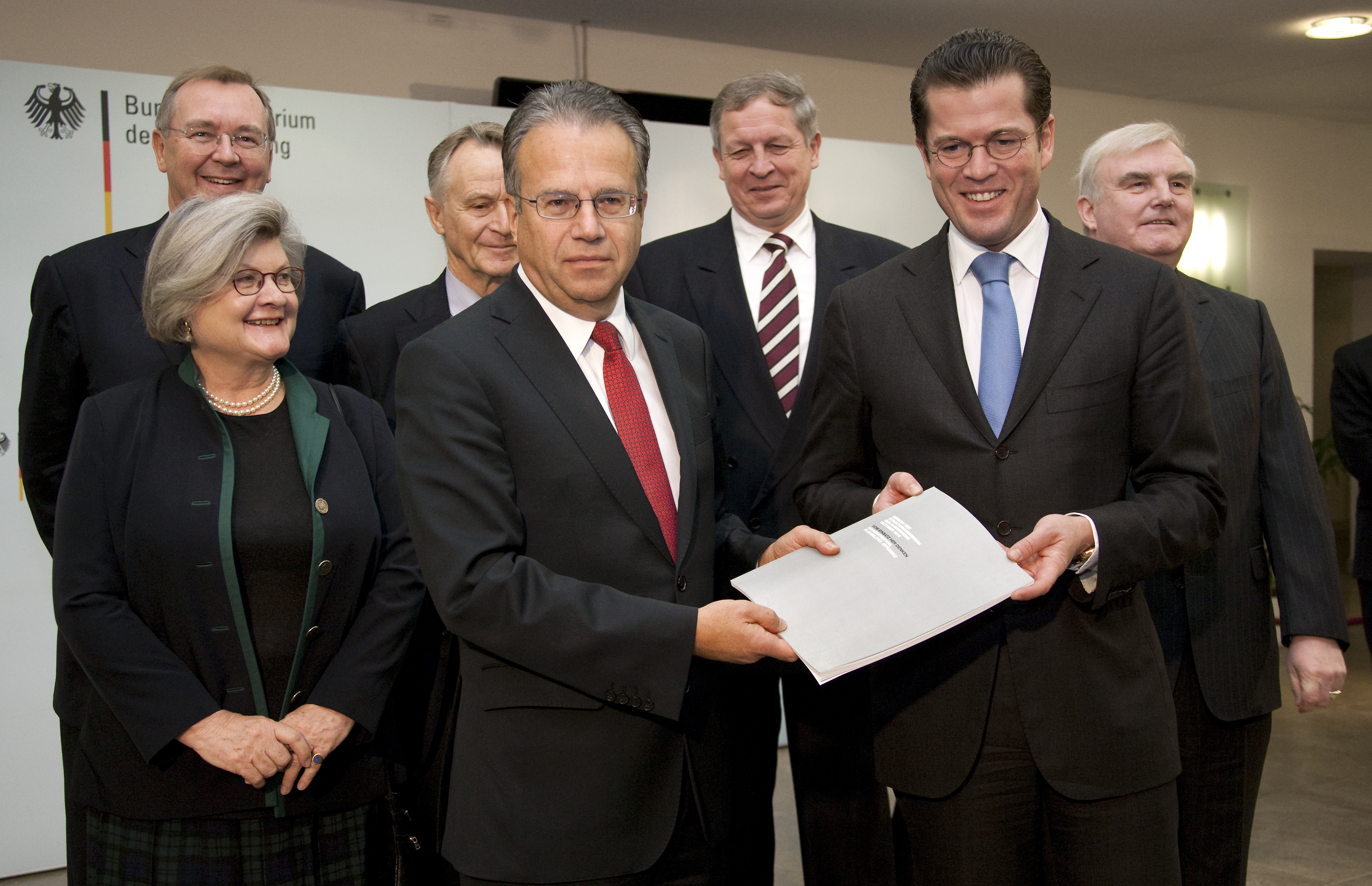
Übergabe des Berichtes der Strukturkommission (Oktober 2010)

- Bundesausbildungsleiter der Johanniter-Unfall-Hilfe (bis 1988)
- Vizepräsident der IHK Kiel
- Mitglied des Verwaltungsrates der KfW Bankengruppe (2009–2012)
- Beiratsmitglied der Deutschen Bundesbank, Hauptverwaltung Hamburg
- Vorsitzender des Kuratoriums der Stiftung zur Förderung des Sports in Schleswig-Holstein
- Mitglied des Zentralen Beirates der Commerzbank
- Mitglied des Beraterkreises der IKB Deutsche Industriebank
- Mitglied des Aufsichtsrates der HSH Nordbank (bis Juni 2009)
- Unternehmerbeirat der DZ Bank (bis 2008)
- Vorstandsmitglied der Hermann Ehlers Stiftung
- Mitglied des Präsidialrates der Johanniter-Unfall-Hilfe
- Beiratsmitglied des Deutschen Feuerwehrverbandes
- Vorsitzender Hochschulrats der Christian-Albrechts-Universität zu Kiel
- Vorsitzender des Kuratoriums der Christian-Albrechts-Universität zu Kiel (bis 2014)
- Beiratsmitglied des Lorenz-von-Stein-Instituts
- Honorarkonsul der Bolivarischen Republik Venezuela in Kiel
- Mitglied des Beirats für Fragen der Inneren Führung (seit März 2010)
- Vizepräsident des Freundeskreises Ausbildung ausländischer Offiziere an der Führungsakademie der Bundeswehr e. V.

## Ehrungen
- Ehrenkreuz der Bundeswehr in Gold
- Ehrensenator des Instituts für Weltwirtschaft (16. Juni 2007)[9]
- Großes Verdienstkreuz (4. Oktober 2013)[10]
- Bundesverdienstkreuz I. Klasse (2001)
- Verdienstorden des Landes Schleswig-Holstein (5. Juni 2010)
- Ehrenkommendator[11] des Johanniterordens
- Ehrenpräsident des Deutschen Industrie- und Handelskammertages[12]
- Ehrenbürger der Christian-Albrechts-Universität zu Kiel

## Privates

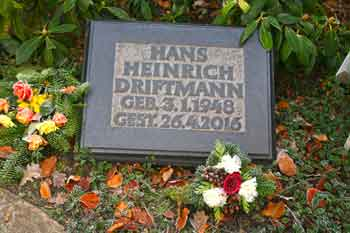
Das Grab von Hans Heinrich Driftmann auf dem Friedhof an der Friedensallee in Elmshorn.

Hans Heinrich Driftmann hatte im Jahr 2015 die Geschäftsführung der Kölln-Werke an den früheren CDU-Politiker Christian von Boetticher abgegeben. Damit begann für Driftmann der Ruhestand. Er war fast 30 Jahre lang Nachfolger seines Schwiegervaters Ernsthermann Kölln im gleichnamigen Unternehmen. Driftmann hatte dessen Tochter Gesche 1970 geheiratet und mit ihr vier Töchter bekommen. Driftmann wohnte mit seiner Familie in der historischen Villa auf dem Werksgelände in der Innenstadt Elmshorns. Er wurde auf dem Friedhof an der Friedensallee in seiner Heimatstadt beigesetzt.

## Veröffentlichungen
- mit Dieter Portner, Georg Schulz, Peter E. Wullich: Grundlagen der Allgemeinen Wehrpädagogik. Handbuch einer berufsbezogenen Pädagogik für den militärischen Bereich (= Wehrpädagogik. Bd. 1). Walhalla-und-Praetoria-Verlag, Regensburg 1977, ISBN 3-8029-6310-5.
- Grundzüge des militärischen Erziehungs- und Bildungswesens in der Zeit 1871–1939 (= Wehrpädagogik. Bd. 3). Walhalla-und-Praetoria-Verlag, Regensburg 1980, ISBN 3-8029-6311-3.
- (Hrsg.): Allgemeine Führungslehre. Führung in der Bundeswehr. Leitfaden für Lehre und Praxis. Walhalla-und-Praetoria-Verlag, Regensburg 1986, ISBN 3-8029-6313-X.
- (Hrsg.): Dieter Portner, Dieter Kissel: Militärische Ausbildungspraxis. Lern- und Arbeitsbuch für die Ausbilder. Walhalla-und-Praetoria-Verlag, Regensburg 1987, ISBN 3-8029-6492-6.
- et al.: Eigenverantwortung annehmen und Schule führen. Bildungsstandards, Qualitätsentwicklung, Evaluation. Dokumentation des Kieler Schulleitungssymposiums 2004 (= Schulmanagement-Handbuch. Bd. 112). R. Oldenbourg Verlag, München 2004, ISBN 3-486-91404-9.
- Wappenbuch der Schleswig-Holsteinischen Genossenschaft des Johanniterordens. Subkommende Grafschaft Rantzau. Elmshorn 2005.

## Nachrufe
- Hans Heinrich Driftmann: Ein sozialer Patriarch. NDR 1 Welle Nord, 27. April 2016
- Klaus-Hinrich Vater, Jörg Orlemann: Ein ehrbarer Kaufmann: Nachruf auf Hans Heinrich Driftmann. Industrie- und Handelskammer zu Kiel, 27. April 2016
- Thomas Öchsner: Nachruf: Der Herr der Flocken. Sueddeutsche.de, 27. April 2016
- Malte Schierenberg: Die Johanniter trauern um Prof. Dr. Hans Heinrich Driftmann: Nachruf auf einen außergewöhnlichen Johanniter. Johanniterorden, 28. April 2016